# Konkoly-Thege Gyula
Konkoly-Thege Gyula (Aranyosmarót, 1876. december 21. – Budapest, 1942. december 6.) magyar agrárstatisztikus, az MTA levelező tagja (1938).

## Családja, tanulmányai
A Bars megyei Aranyosmaróton, régi magyar nemesi családban született. Édesapja, Konkoly-Thege Gyula (1848-1897), ügyvéd, édesanyja bodorfalvi Bodó Ilona (1856-1905) volt. Nagyapja, Konkoly-Thege Pál (1815-1884), az aranyosmaróti királyi törvényszék elnöke, nagyanyja, kenessei Kenessey Alojzia (1824-1884) volt. Apai felmenői több nemzedéken keresztül Bars megyei földbirtokosok voltak. Rokona, a híres csillagász, Konkoly Thege Miklós volt.
Középiskoláit a pozsonyi állami főreáliskolákban kezdte, majd a körmöcbányaiban érettségizett. A Műegyetemre iratkozott, majd a Budapesti Tudományegyetemen tett 1907-ben államtudományi államvizsgát, 1926-ban pedig közgazdasági doktori oklevelet szerzett.

## Pályafutása
1898-ban a Központi Statisztikai Hivatalnál kezdte pályáját. Már egy éve itt dolgozott, amikor letette a statisztikai szakvizsgát. 1898-ban statisztikai gyakornoknak nevezték ki, és fokozatos előrelépés után 1907-ben már főtiszti beosztást kapott. Ebben az időben a statisztikai évkönyv szerkesztésében vett részt. 1914 elején a választókerületi beosztással kapcsolatos statisztikai feldolgozásokat végezte, majd a külkereskedelmi forgalmi osztályon dolgozott. Ezekben a munkákban kitűnve került át a fogalmazói karra, ahol néhány év alatt a miniszteri tanácsosságig vitte.
1921-től osztályvezetőként a mezőgazdasági statisztikai munkálatok újjászervezésével foglalkozott, közben részt vett a választójogi reformok statisztikai megalapozásában is. A hivatalos statisztikai szolgálat vezetésébe 1926-ban kapcsolódott be, mikor aligazgatóvá nevezték ki. 1929-től a Statisztikai Hivatal alelnöke volt, 1936-tól nyugdíjazásáig pedig államtitkári rangban elnök lett. 1939. április 23-án vonult nyugállományba. Ettől kezdve tudományos munkájának élt.
Az 1927-ben alapított Magyar Gazdaságkutató Intézet ügyvezető alelnöke volt, ahol több mint egy évtizedig dolgozott. Konjunktúrakutatással is foglalkozott.
1930-ban a budapesti tudományegyetem közgazdasági karának magántanára lett „Agrárstatisztika” tárgykörben, 1935-től a műegyetem mezőgazdasági karán is tanított.
Budapesten halt meg, sírja a Kerepesi úti temetőben található, Sidló Ferenc munkája. Sírfelirata: „Rám ezer virággal szórtad a tavaszt…” (Csokonai Vitéz Mihály: A Reményhez).

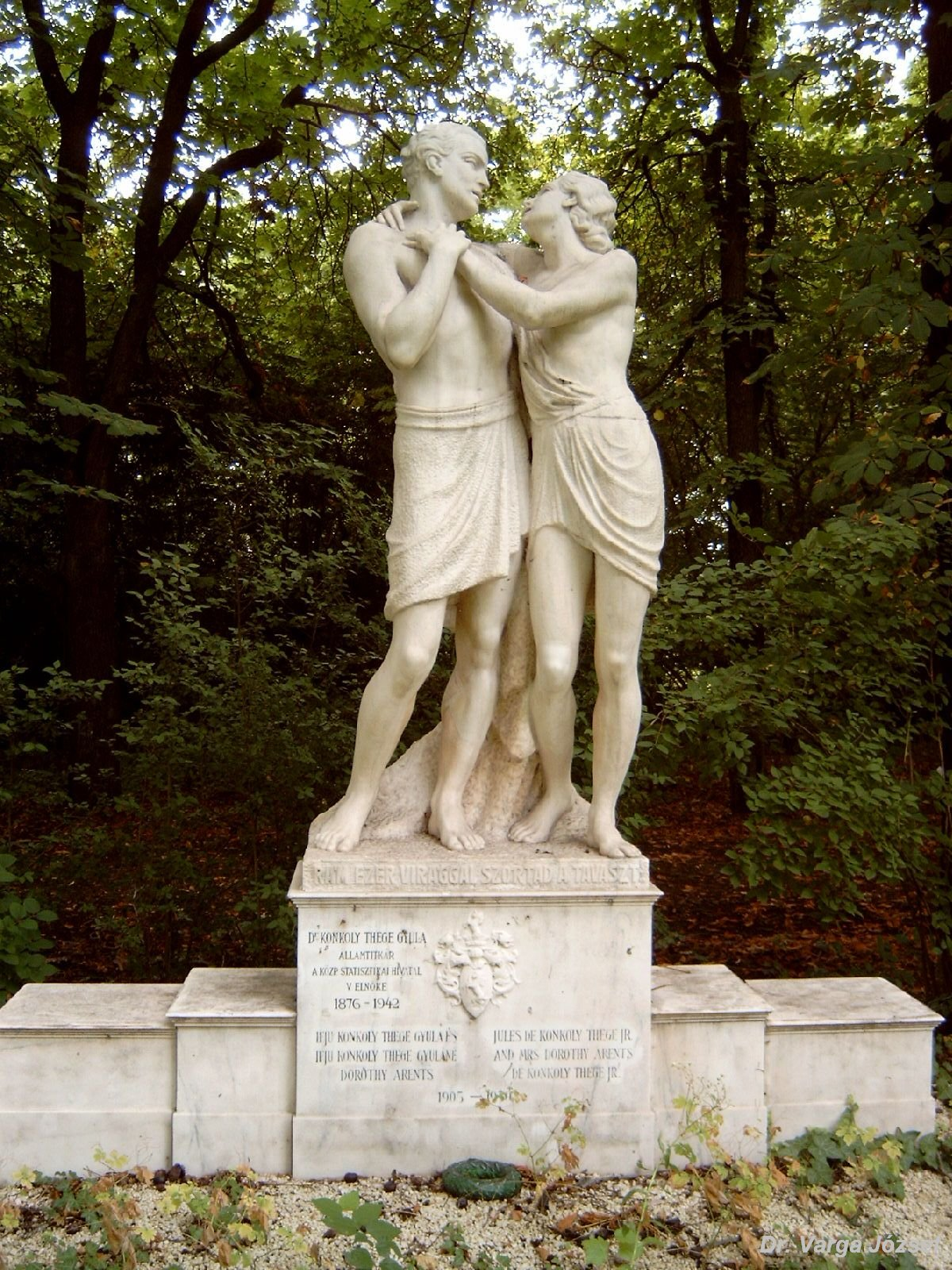
Konkoly-Thege Gyula sírja Budapesten. Kerepesi úti temető: 37/2-sziget. Sidló Ferenc alkotása

## Szerepe a bel- és külpolitikai szakmai képviseletben
Az első világháború után a közszolgálati alkalmazottak kormánybiztosaként dolgozott a Belügyminisztériumban. Tagja volt az Országos Közélelmezési Tanácsnak, később az Országos Ipartanács és a védett birtokok felügyeletére alakult miniszterközi bizottság munkájában is részt vett.
1928-ban részt vett a Genfben tartott nemzetközi gazdaságstatisztikai értekezleten, később rendszeresen képviselte Magyarországot a nemzetközi statisztikai és mezőgazdasági konferenciákon. A Nemzetközi Mezőgazdasági Intézet 1936-os és 1937-es római ülésszakán sikerült elérnie, hogy az egyes országok mezőgazdasági statisztikai adatgyűjtési rendszerét részben az ő tervei alapján dolgozzák ki.

## Társasági tagságai
Tagja volt számos tudományos társaságnak, támogatója a szövetkezeti mozgalomnak. 
- 1922-től tagja a Magyar Statisztikai Társaságnak, székfoglaló előadását 1925-ben tartotta meg a gabonafélék termésátlagairól. 1937-től 1940-ig a Statisztikai Társaság elnöke: ő kezdeményezte a Társaság által a nemzeti jövedelem és adóstatisztika problémáinak megvitatására rendezett szakértekezletet.
- 1924-től tagja az Országos Községi Törzskönyvbizottságnak,
- a Statisztikai Tanács gazdaságstatisztikai szakosztályának.
- A Nemzetközi Statisztikai Intézet 1937-ben választotta tagjai közé.

## Műveiből
- Magyarország földbirtokviszonyai és a földreform (Budapest, 1925)
- Magyarország mezőgazdasági statisztikájának szervezete (Budapest, 1927)
- Magyarország külkereskedelmi forgalma és a mezőgazdasági kivitel jelentősége (Budapest, 1930)
- A magyar föld jelzálogos terhei az 1931. év végén (Budapest, 1932)
- La statistique agricole en Hongrie (Budapest, 1932)
- A földhaszonbérletek elterjedése és azok jelentősége Magyarország trianoni területén  (Budapest, 1940)

### Tanulmányai
- Kecskemét gyümölcstermelésének jelentősége. Kecskemét város statisztikai megvilágításban. (Magyar Statisztikai Szemle, 1935, 5. szám 99–114. oldal)
- A cséplőgépek elterjedése Magyarországon (Magyar Statisztikai Szemle, 1926, 6. szám 350. oldal)
- Az 1926. évi országgyűlési képviselőválasztás eredménye (Magyar Statisztikai Évkönyv, 1927. 1., 1–44. oldal)
- A konjunktúrakutatás külföldi szervezetei (Közgazdasági Szemle, 1927. 51., 324–338. oldal)
- Magyarország külkereskedelmi forgalma és a mezőgazdasági kivitel jelentősége (Közgazdasági Szemle, 1930. 54., 338–366. oldal)